# КУД Соко Бујановац
Културно уметничко друштво Соко из Бујановца настало је 12. јула 2013. године на градској Слави Светих апостола Петра И Павла.
КУД Соко тренутно броји око 130 чланова распоређених у четири категорије од најмлађих до најстаријих. На свом репертоару имају кореографије које покривају целу територију Републике Србије и неких бивших југословенских република.
О квалитету друштва говори и учешће на више међународних фестивала у иностранству као и више наступа у земљи.
За овај кратак период постојања друство је имало преко тридесет самосталних концерата и преко 100 заједничких наступа.
Kореограф и председник друштва је Ненад Митић.

## Награде и признања
Од награда издваја се Прва награда на фестивалу Охридско сунце у Охриду, трећа награда у надигравању на фестивалу
Босилеградског крајиста. На Балканском фестивалу у Kуманову друштво је освојило награду за најбољу кореографију фестивала. Поред већег броја захвалница, посебно годе похвалне речи жирија Међународног фестивал фолклора Јован Дучић у Требињу, да и поред некоплетног састава са којим су се представили, жири је рекао да је Соко друштво које је унело невероватну енергију на сцену и да је то права школа фолклора, свака част онима кији их уче.